# Geografia (Ptolemeusz)
Geografia (Γεωγραφικὴ Ὑφήγησις, Geographike hyphegesis – wstęp do kreślenia map) – obok Almagestu (μαθηματική σύνταξις – Mathematike syntaksis) i Tetrabiblos (Τετράβιβλος – Czworoksiąg) jedno z najważniejszych dzieł greckiego matematyka, astronoma i geografa Klaudiusza Ptolemeusza. Jest kompendium współczesnej autorowi wiedzy geograficznej i kartograficznej doby imperium rzymskiego w II wieku n.e.

## Manuskrypt
Istnieją co najmniej trzy linie przekazu (archetypy) znanego nam dzisiaj tekstu wywodzące się z autorskiego rękopisu Ptolemeusza. Żaden (podobnie jak sam oryginał) nie zachował się do naszych czasów. Znamy za to pięćdziesiąt greckich kopii. Wszystkie mają średniowieczny rodowód i bardzo dużo błędów, zbyt poważnych, aby mogły powstać z winy autora. Jak pokazują badania, już teksty archetypów zawierały liczne nieścisłości, wynikające często z nieumiejętnego „poprawiania” współrzędnych przez kopistów, ale także z faktu, że były pisane majuskułami alfabetu greckiego i później były błędnie odczytywane. Według badaczy określa to czas ich powstania na późną starożytność do X wieku n.e.
Najważniejsze zachowane do naszych czasów manuskrypty wyszły spod ręki trzynastowiecznego bizantyjskiego uczonego Maksyma Planudesa (ok. 1255–1305). Są one częściowo skorygowane, pięknie zdobione i zawierają odtworzone mapy. Poszczególne egzemplarze mają swoje nazwy: Urbinas przechowywany jest w Bibliotece Watykańskiej, Fabricianus w Bibliotece Królewskiej w Kopenhadze, a Seragliensis w pałacu Topkapı w Stambule.

## Treść
Sam Ptolemeusz informuje, że obok oryginalnych treści, dzieło zawiera również dorobek poprzedników. Znaczna część lokalizacji i ich rozmieszczenie na mapach opracowane zostały przez Marinosa z Tyru, a sposób wykorzystania obserwacji astronomicznych w celu ustalenia pozycji geograficznej przez Hipparchosa z Nikei. Traktat składa się z ośmiu ksiąg uzupełnionych 26 mapami znanego w II wieku n.e. świata.

### Księga I
Wstęp ma charakter teoretyczny. Zdając sobie sprawę z tego, jak łatwo mapy ulegają zniekształceniu poprzez niedokładne kopiowanie, Ptolemeusz w Księdze I wyłożył zasady ich rysowania. Chcąc mieć pewność, że czytelnik będzie w stanie odtworzyć je na bazie samego tekstu, zaprezentował zasady przenoszenia kulistej rzeczywistości na płaszczyznę przy zastosowaniu siatki geograficznej. Długość ustalił dzięki obserwacji tego samego zjawiska astronomicznego w dwóch różnych miejscach. Posłużyło do tego zaćmienie Księżyca z 331 p.n.e. w noc poprzedzającą bitwę pod Gaugamelą. Porównując zapisy astronomów babilońskich z tymi poczynionymi w Kartaginie uznał, że obydwa miejsca dzielą 3 godziny co daje 45° długości geograficznej. Po czym pokrył znany świat 180 południkami stopni geograficznych począwszy od Wysp Szczęśliwych (południk 0°) aż do Chin. Poprawioną koncepcję obliczania szerokości przejął od poprzedników i objął nią obszar od Bałtyku po Tanzanię. Na tak przygotowaną siatkę naniósł poszczególne punkty, których położenie znał dzięki obserwacjom astronomicznym Hipparchosa z Nikei.

### Księgi II – VIII
Księgi od II do VII zawierają podzieloną na regiony listę ważniejszych miejsc (miast, gór, rzek) ze współrzędnymi. Każdy region zawarty jest w osobnym rozdziale i bardzo dokładnie opisany, poczynając od granic, poprzez opis wnętrza regionu ze szczególnym uwzględnieniem miast, aż do pobliskich wysp (jeżeli występują). Lista zawiera ponad 8000 toponimów.
| Numer księgi | Wytyczne dla mapy regionu                                               |
| ------------ | ----------------------------------------------------------------------- |
| Księga II    | Brytania, Hiszpania, Galia, Germania, Recja, Panonia, Iliria i Dalmacja |
| Księga III   | Italia, Sarmacja, Bałkany oraz Grecja i wyspy greckie                   |
| Księga IV    | Mauretania, Libia, Cyrenajka, Egipt, Etiopia                            |
| Księga V     | Azja Mniejsza, Cypr i Bliski Wschód, Arabia, Mezopotamia                |
| Księga VI    | Azja Środkowa                                                           |
| Księga VII   | Indie, Chiny i Cejlon                                                   |

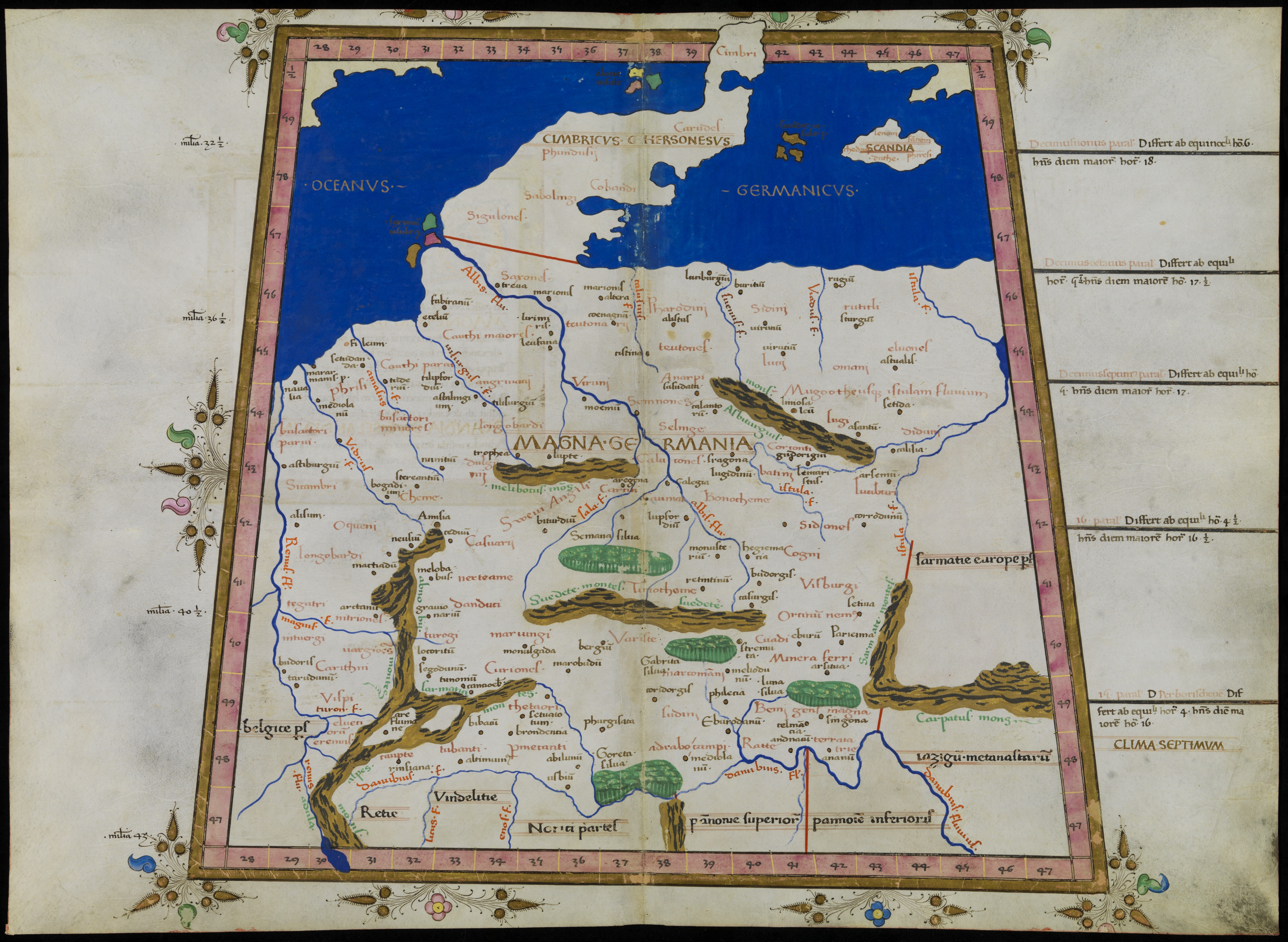
Magna Germania Nicolausa Germanusa. Fragment zakupionej przez Kanclerza Jana Zamoyskiego Cosmografii sprzed 1467.

W Księdze II opisującej region Magna Germania autor wymienił m.in. Budorgis (Βουδοργίς) utożsamiane później z Brzegiem, Kalisię (Καλισία) identyfikowaną z Kaliszem czy Askaukalis (ἀσκαυκαλίς) z Bydgoszczą.
Księga VIII zawiera wskazówki dotyczące kreślenia map poszczególnych regionów z podkreśleniem prostej zasady, że bogactwo treści powinno zależeć od skali rysunku. Zakończenie to kolejna lista najważniejszych miast z ich lokalizacją wyrażoną w godzinach (i ich ułamku długości) najdłuższego dnia roku oraz szacunkową odległością od Aleksandrii.

## Błędy
Dzieło Ptolemeusza zawiera błędy wynikające głównie z niedoskonałości sporządzonej przez niego siatki geograficznej. Powodowało to, że miejsca wzmiankowane w dziele były do niedawna niezwykle trudne do zidentyfikowania na mapach współczesnych. Ptolemeusz mylił się też, wskazując lokalizację nie tylko miejsc trudnych do usytuowania, ale także tak charakterystycznie położonych, jak chociażby Jutlandia czy Szlezwik-Holsztyn. Przyjął również za Posejdoniosem z Rodos błędne wyliczenie długości stopnia geograficznego, co pomnożyło nieścisłości.
Na Uniwersytecie Technicznym w Berlinie została wypracowała tzw. „geodetic deformation analysis” (analiza deformacji geodezyjnych) pozwalająca na skorygowanie istniejących błędów. Na jej podstawie powstał wykaz miast (poleis) z „Magna Germania” (Księga II) z ich lokalizacjami na terenie dzisiejszych Niemiec i Polski. Według berlińskich naukowców lokalizacje te odpowiadają umiejscowieniu stanowisk archeologicznych m.in. współczesnej Ptolemeuszowi kultury wielbarskiej.

## Wpływ i znaczenie
Ptolemeusz był pierwszym człowiekiem w historii, który wykorzystał siatkę geograficzną w kartografii.
Już późnoantyczni i wczesnośredniowieczni następcy Ptolemeusza odwoływali się do treści Geografii, m.in. Pappus z Aleksandrii (ok. 300 n.e.), Ammianus Marcellinus (koniec IV w.) czy Kasjodor (połowa VI w.). Przynajmniej część tradycji translatorskich pochodzi ze świata arabskiego.
Dzieło Ptolemeusza było niezwykle ważne dla autorów późnośredniowiecznych i renesansowych, którzy znali je dzięki pracom Maksyma Planudesa (przełom XIII i XIV wieku) i Miguela Serveta (1535). Miało niebagatelny wpływ na Krzysztofa Kolumba i jego plany dotarcia do Indii poprzez opłynięcie kuli ziemskiej, a także późniejszy rozwój nauk kartograficznych.

## Tekst źródłowy
1. Claudii Ptolemaei: Geographia Tom I (Księgi I-IV). Wyd. Carolus Fridericus Augustus Nobbe, Lipsk 1843. 1845, tom. II (Księgi 5-8); 1845, tom. III (Indeksy) (język grecki z łacińskim wstępem).